# Karl Julius Anselmino

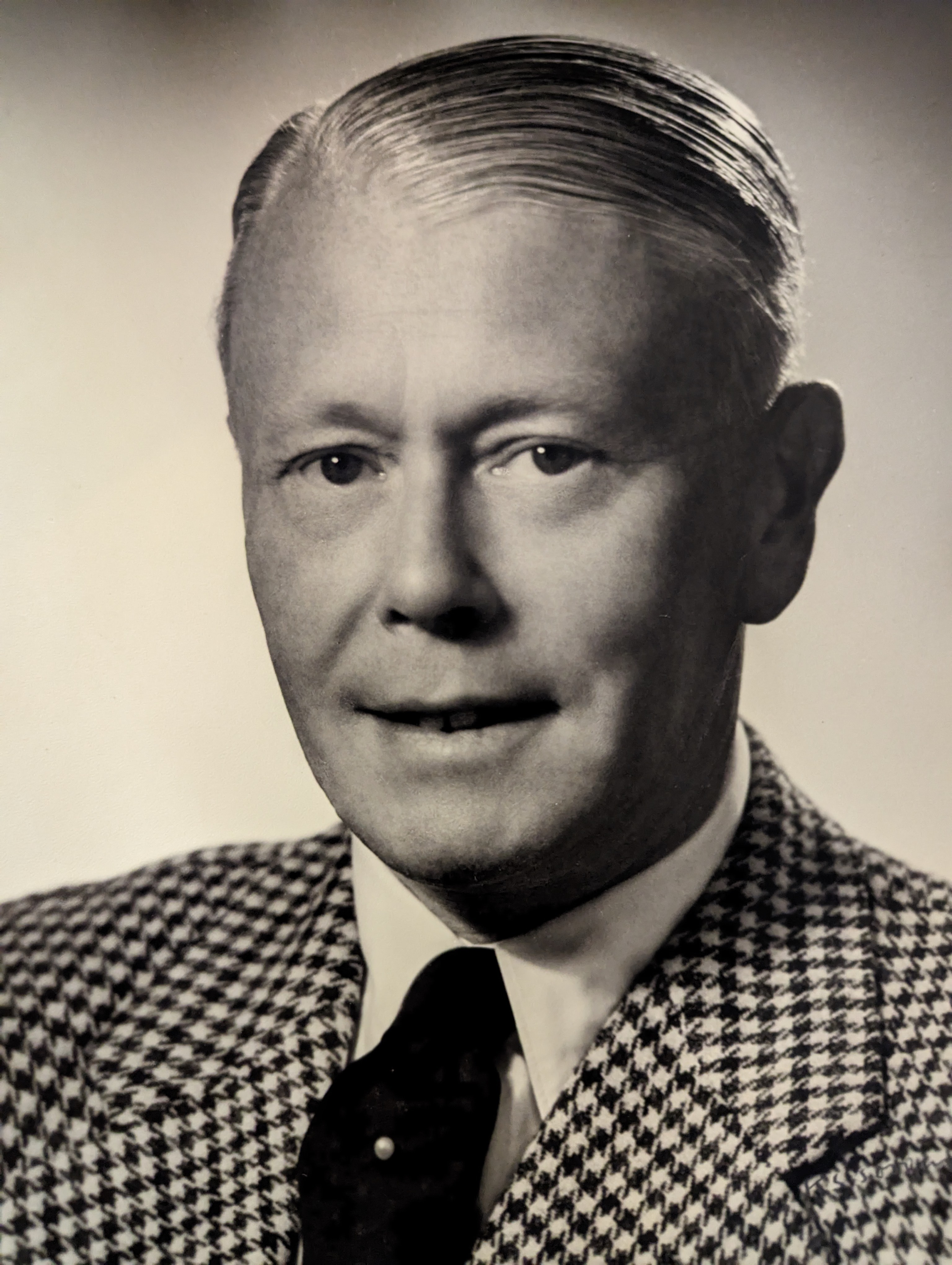
Karl Julius Anselmino

Karl Julius Anselmino (* 15. September 1900 in Hennef; † 6. Januar 1978 in München) war ein deutscher Gynäkologe und Geburtshelfer.

## Leben und Wirken
Karl Julius Anselmino wurde als Sohn des Apothekers Julius Anselmino geboren. Die Volksschule besuchte er in seinem Geburtsort, danach das humanistische Gymnasium in Siegburg, wo er im Juni 1918 ein Notabitur ablegte. Anschließend wurde er am Ende des Ersten Weltkriegs zum Wehrdienst eingezogen.
Im Herbst 1918 konnte Anselmino ein Medizinstudium aufnehmen. Er studierte an den Universitäten in Köln, München und Bonn. Mit 24 Jahren wurde Anselmino in Bonn im Oktober 1924 approbiert und promoviert. Er absolvierte dort auch an der Medizinischen und der Chirurgischen Universitätsklinik seine erste Zeit als Medizinalpraktikant. Danach war er bis 1926 in Köln am Pathologisch-Anatomischen Institut, am Hygienischen-Bakteriologischen Institut in Bonn und bis 1928 am Physiologischen Institut in Kiel tätig. Im Juli 1928 wechselte Anselmino als Assistent an die Frauenklinik der Medizinischen Akademie in Düsseldorf, wo er sich habilitierte.
1932 ging Karl Julius Anselmino für ein Jahr in die USA, wo er am Rockefeller-Institut in New York und an der Universität von Kalifornien in San Francisco arbeitete. Nach seiner Rückkehr arbeitete er als Oberarzt zwei Jahre erneut an der Frauenklinik der Medizinischen Akademie in Düsseldorf. Hier wurde ihm jedoch am 14. Mai 1935 wegen „politischer Unzuverlässigkeit“ gekündigt. Er wurde als „Judenfreund“ bezeichnet und hätte angeblich „Beziehungen zur kommunistischen Partei“ unterhalten. Anschließend war er kurze Zeit an der Frauenklinik der Charité in Berlin tätig. Im September 1936 wechselte er nach Wuppertal, wo er mit der Leitung der Provinzial-Hebammenlehranstalt und Rheinische Landesfrauenklinik Elberfeld betraut wurde. Er übernahm die Klinik als Nachfolger von Eduard Martin, der sich nach Konflikten mit den Machthabern mit nur 57 Jahren in den Ruhestand versetzen ließ
Bis 1965 leitete Anselmino die Klinik, welche heute zum Klinikverbund St. Antonius und St. Josef gehört, als Chefarzt und führte sie in den 1930er Jahren erfolgreich. Unter Anselmino wurden weitreichende bauliche und medizinische Erweiterungen und Erneuerungen durchgeführt. Er verbesserte die Ausbildung der Schülerinnen durch moderne Unterrichtsmaterialien und -methoden und verschaffte der Klinik somit Ansehen bei der Bevölkerung und steigende Zahlen in den Bereichen der gynäkologischen und geburtshilflichen Versorgungen. Zwischen 1934 und 1943 wurden „122 Patientinnen zwangssterilisiert, wobei nach dem Amtsantritt des neuen Anstaltsdirektors Anselmino, zunächst ein Anstieg der Zahlen zu beobachten“ war. Innerhalb von vier Jahren hatte sich die Geburtenzahl 1940 mehr als verdoppelt, die Anzahl der gynäkologischen Aufnahmen sogar vervierfacht.
Wissenschaftlich befasste sich Karl Julius Anselmino mit vielen Themen der weiblichen Endokrinologie, der operativen Gynäkologie und der Geburtshilfe. 1938 wurde Anselmino von der Universität zu Köln der Titel eines „ausserordentlichen Professors“ verliehen. Zu seinen Schülern zählten Hans Frangenheim, Lutwin Beck und Hans Stockhausen. 1944 propagierte Anselmino die geburtshilfliche Periduralanästhesie in Deutschland. 1947 unterstützte er die Entwicklung des ersten deutschen Tampons.
Karl Julius Anselmino war auch als Kunstsammler, besonders von Werken Paul Klees, aktiv. Daneben gehörten Werke von Pablo Picasso, Wassily Kandinsky, Lyonel Feininger, Ernst Ludwig Kirchner, Max Beckmann und Piet Mondrian zu seiner Sammlung.
Nach dreißigjähriger Leitung der Wuppertaler Klinik ging Anselmino 1965 in den Ruhestand. Er verstarb am 5. Januar 1978 im Alter von 78 Jahren und wurde in seiner Geburtsstadt Hennef an der Sieg beigesetzt.
Karl Julius Anselmino war seit 1937 mit Ingeborg Lammers verheiratet und Vater von vier Kindern.

## Schriften (Auswahl)
Zusammen mit Hoffmann veröffentlichte Anselmino mehrere Bücher und Artikel:
- mit Friedrich Hoffmann: Über den Milchsäureumsatz in der Schwangerschaft und seine Beziehungen zum Kohlehydratstoffwechsel, zur Leber- und Schilddrüsenfunktion und zum Kreislauf.
  - I. Mitteilung. Woher stammt die Milchsäureerhöhung im Blut von Schwangeren? In: Archiv für Gynäkologie. Bd. 142, Nr. 2, 1930, S. 289–309, doi:10.1007/BF01705909.
  - II. Mitteilung Über die Ursachen der vermehrten Milchsäurebildung im Schwangeren-Muskel. In: Archiv für Gynäkologie. Bd. 142, Nr. 2, 1930, S. 310–323, doi:10.1007/BF01705910.
- mit Friedrich Hoffmann: Über den Nachweis der antidiuretischen Komponente des Hypophysenvorderlappenhormons und einer blutdrucksteigernden Substanz im Blute von Nephropathien und Eklampsien. In: Archiv für Gynäkologie. Bd. 144, Nr. 1, 1931, S. 503–506, doi:10.1007/BF01978258.
- mit Friedrich Hoffmann: Über den Nachweis des Schilddrüsenhormons im Schwangerenblute und über den Einfluß der gesteigerten Schilddrüsenfunktion auf Stoffwechsel, Kreislauf und Nervenerregbarkeit in der Schwangerschaft. In: Archiv für Gynäkologie. Bd. 145, Nr. 1, 1931, S. 114–131, doi:10.1007/BF01809987.
- mit Friedrich Hoffmann: Die Ursachen des Icterus neonatorum. Bemerkungen zu der vorstehenden Arbeit von Haselhorst und Stromberger, zugleich eine Erweiterung unserer Theorie. In: Archiv für Gynäkologie. Bd. 147, Nr. 1, 1931, S. 69–71, doi:10.1007/BF02085143.
- mit Friedrich Hoffmann: Nachweis der antidiuretischen Komponente des Hypophysenhinterlappenhormons und einer blutdrucksteigernden Substanz im Blute bei Nephropathie und Eklampsie. In: Archiv für Gynäkologie. Bd. 147, Nr. 3, 1931, S. 604–620, doi:10.1007/BF01812728.
- mit Friedrich Hoffmann: Abgrenzung des Fettstoffwechselhormons des Hypophysenvorderlappens vom thyreotropen Hormon. In: Naunyn-Schmiedebergs Archiv für experimentelle Pathologie und Pharmakologie. Bd. 175, Nr. 2, 1934, S. 335–338, doi:10.1007/BF01986781.
- mit Friedrich Hoffmann: Über einen hypophysären Regulations-Mechanismus im Kohlehydratstoff-Wechsel und seine Störung beim Diabetes Mellitus. In: Klinische Wochenschrift. Bd. 13, Nr. 29, 1934, S. 1048–1052, doi:10.1007/BF01780068.
- mit Friedrich Hoffmann: Über die Getrennte Beeinflussbarkeit von Leberglykogen und Blutketonkörpern durch das Kohlehydratstoffwechselhormon und das Fettstoffwechselhormon des HVL. In: Klinische Wochenschrift. Bd. 13, Nr. 29, 1934, S. 1052–1053, doi:10.1007/BF01780069.
- mit Friedrich Hoffmann: Über die Ausscheidung des sog. Synergistischen, Gonadotropen Faktors des Hypophysen-Vorderlappens im Kastratenharn. In: Klinische Wochenschrift. Bd. 13, Nr. 41, 1934, S. 1471–1472, doi:10.1007/BF01906928.
- mit Friedrich Hoffmann: Über den Nachweis einer stoffwechselwirksamen Substanz aus dem Ovarialfollikel. In: Archiv für Gynäkologie. Bd. 162, Nr. 1, 1936, S. 176–188, doi:10.1007/BF01720638.
- mit Friedrich Hoffmann: Die Wirkstoffe des Hypophysenvorderlappens (= Handbuch der experimentellen Pharmakologie. Ergänzungswerk. Bd. 9, ZDB-ID 2397387-0). Springer, Berlin u. a. 1941.
- Zur Frage des Thymotropen Hormons des Hypophysenvorderlappens und des Thymushormons. In: Klinische Wochenschrift. Bd. 21, Nr. 27, 1942, S. 611–612, doi:10.1007/BF01779628.
- mit Gerhard Plaskuda und Rudolf Stewens: Über ein Neues Verfahren der protrahierten Leitungsanästhesie des Wehenschmerzes: die segmentäre, peridurale Plombe. In: Klinische Wochenschrift. Bd. 27, Nr. 5, 1949, S. 104–105, doi:10.1007/BF01488280.
- mit Rudolf Gross: Geburtenregelung in USA. In: Deutsche Medizinische Wochenschrift. Bd. 76, Nr. 15, 1951, S. 508–511, doi:10.1055/s-0028-1116716.
- Vorwort. In: Hans Frangenham: Die Laparoskopie und die Culdoskopie in der Gynäkologie. Thieme, Stuttgart 1959.

## Auszeichnungen
- Großes Verdienstkreuz der Bundesrepublik Deutschland (1967)
- Ehrenmitglied der Deutschen Gesellschaft für Gynäkologie und Geburtshilfe[9]